# Балканско шапиче
Балканското шапиче (Alchemilla catachnoa) е вид растение, принадлежащо към семейство Розови. Включено е в списъка на лечебните растения съгласно Закона за лечебните растения.
Видът е местен за северната част на Балканския полуостров. Вирее предимно в райони с умерен климат.